# Apogonidae

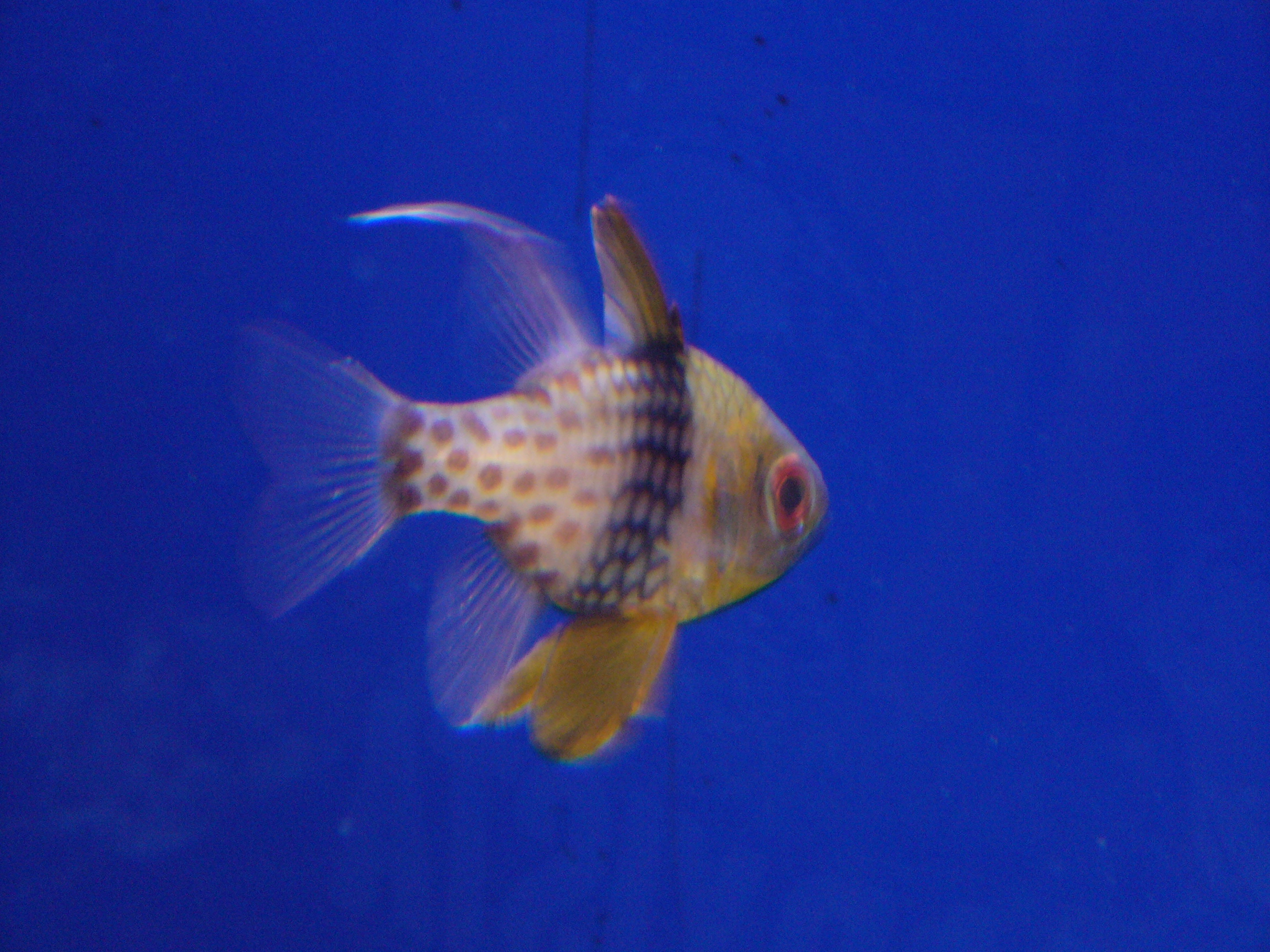
Sphaeramia nematoptera

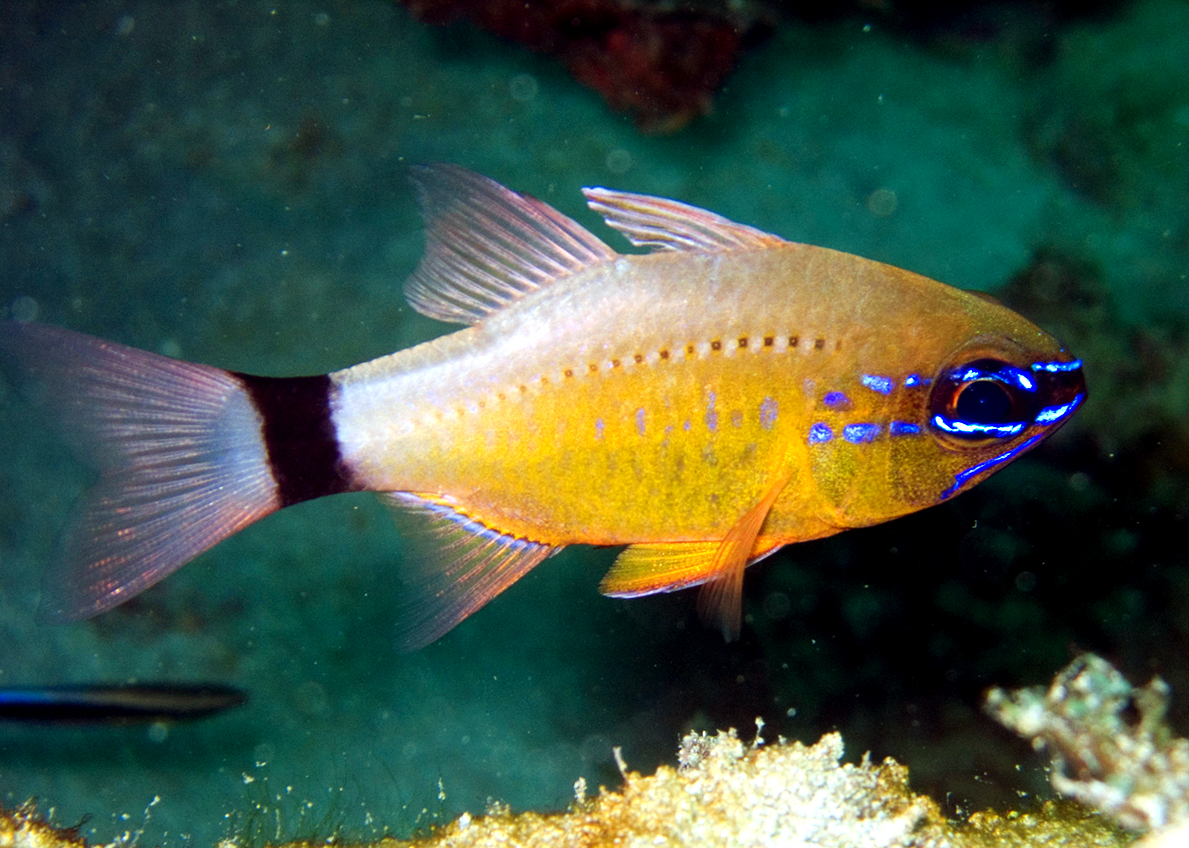
Apogon aureus

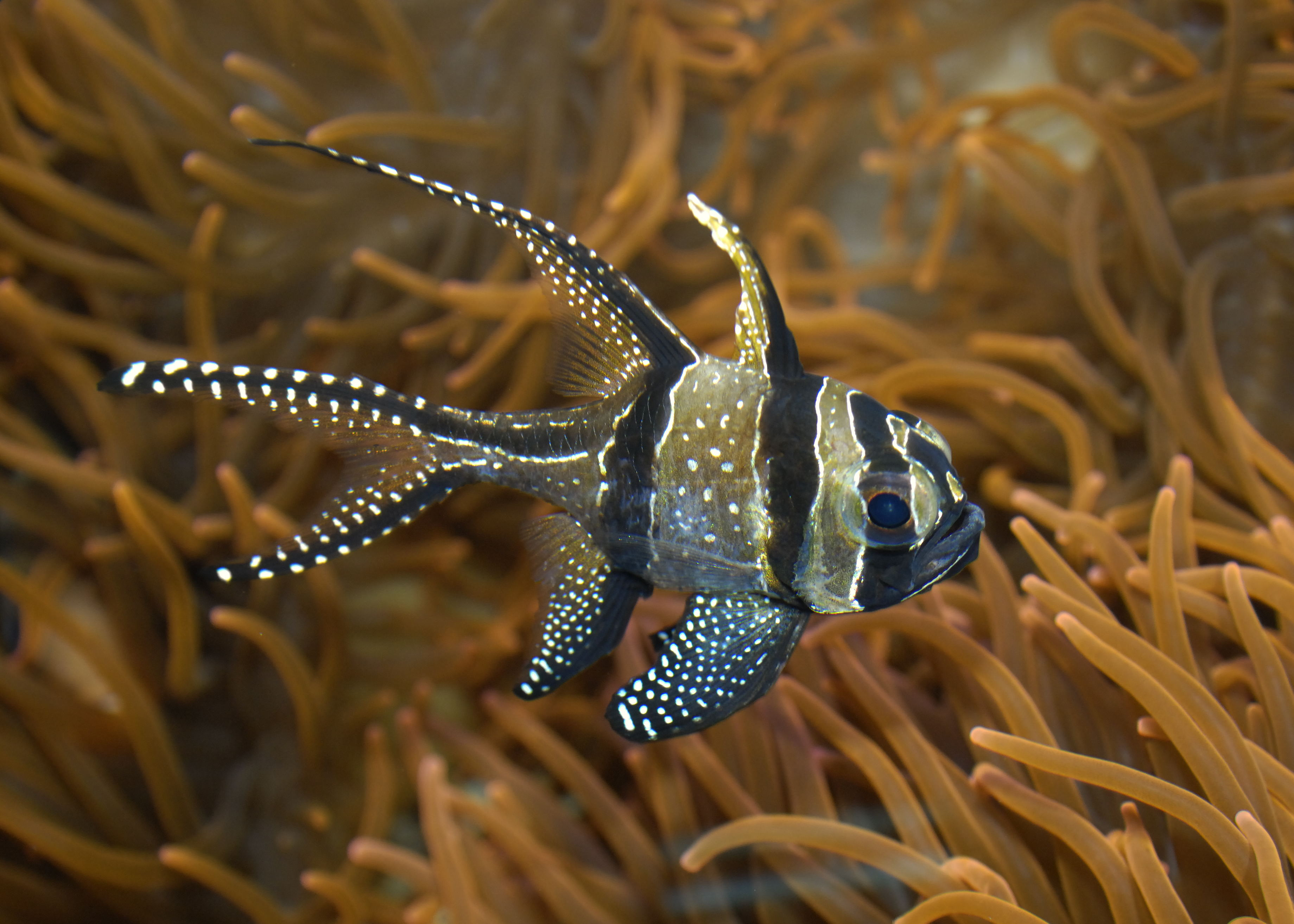
Pterapogon kauderni

Apogonidae es una familia de peces marinos incluida en el orden de los perciformes, conocidos como los apogónidos.

## Morfología
No suelen sobrepasar los 10 cm de longitud. Tienen dos aletas dorsales de la misma longitud, la primera más baja que la segunda. Una característica de esta familia es tener unos ojos muy grandes.

## Hábitat
Con pocas excepciones son preferentemente tropicales.

## Comportamiento
En todos los apogónidos los machos incuban a sus crías dentro de la boca. Se alimentan de zooplancton y pequeños invertebrados bentónicos.

## Relación con el ser humano
Algunas bellas especies son empleadas en acuariología.

## Géneros
Se agrupan en 337 especies y 24 géneros:
- Subfamilia Apogoninae
  - Género Apogon (Lacépède, 1801) (el género con mayor número de especies).
  - Género Apogonichthyoides
  - Género Apogonichthys (Bleeker, 1854)
  - Género Archamia (Gill, 1863)
  - Género Astrapogon (Fowler, 1907)
  - Género Cercamia (Randall y Smith, 1988)
  - Género Cheilodipterus (Lacépède, 1801)
  - Género Coranthus (Smith, 1961)
  - Género Fibramia (Fraser y Mabuchi, 2014)
  - Género Foa (Jordan y Evermann en Jordan y Seale, 1905)
  - Género Fowleria (Jordan y Evermann, 1903)
  - Género Glossamia (Gill, 1863)
  - Género Holapogon (Fraser, 1973)
  - Género Jaydia (J. L. B. Smith, 1961)
  - Género Lachneratus (Fraser y Struhsaker, 1991)
  - Género Lepidamia (T. N. Gill, 1863)
  - Género Mionorus 
  - Género Neamia (Smith y Radcliffe en Radcliffe, 1912)
  - Género Nectamia (Jordan, 1917)
  - Género Ostorhinchus (Lacépède, 1802)
  - Género Phaeoptyx (Fraser y Robins, 1970)
  - Género Pristiapogon (Klunzinger, 1870)
  - Género Pristicon (Fraser, 1972)
  - Género Pterapogon (Koumans, 1933)
  - Género Rhabdamia (Weber, 1909)
  - Género Siphamia (Weber, 1909)
  - Género Sphaeramia (Fowler y Bean, 1930)
  - Género Vincentia (Castelnau, 1872)
  - Género Zoramia

- Subfamilia Pseudaminae
  - Género Gymnapogon (Regan, 1905)
  - Género Paxton (Baldwin y Johnson, 1999)
  - Género Pseudamia (Bleeker, 1865)
  - Género Pseudamiops (Smith, 1954)